# محصاتي بيتشاب (كوهمرة خامي)
محصاتي بیتشاب (بالفارسية: محصاتی پیچاب) هي قرية تقع في إيران في قسم كوهمرة خامي الريفي.